# 沙淘宮
四安境頂太子沙淘宮，又名沙陶宮。主祀木吒二太子。俗稱頂太子廟、上太子宮，是位於臺灣臺南市中西區的太子廟。

## 歷史

### 清治時期
臺灣府城有二座太子宮，一座為稱作「頂太子」的此廟，另一則稱作「下太子」的昆沙宮。此時期的《臺灣縣志》記載此兩廟為明鄭時期所建，寫：「 玉皇太子宮：在鎮北坊。偽時建，俗呼『四舍廟』。康熙二十七年，總鎮楊文魁修。一在西定坊，曰：『上太子宮』；一在士墼埕尾，曰：『下太子宮』；一在長興里；俱偽時建。」
高拱乾所修《台灣府志》則說明此廟是因為臨海地方沙淘浪湧，故有此名：「沙淘宮，在附郭縣西定坊。其神能為人驅除災孽。濱海之地浪湧淘沙，故以名宮焉。」此廟址在荷治時期到清治中葉時，廟前臨海，乾隆時代的重修碑記也寫：「對峙者荷蘭城，環繞者鯤身砂...」
道光十六年（1836年）的〈重修沙陶宮記〉，刻有捐款者為開興號、黃化鯉、啟泰號、福興號。其中黃化鯉還捐贈總趕宮、興濟宮、溫陵祖廟。

### 日治時期

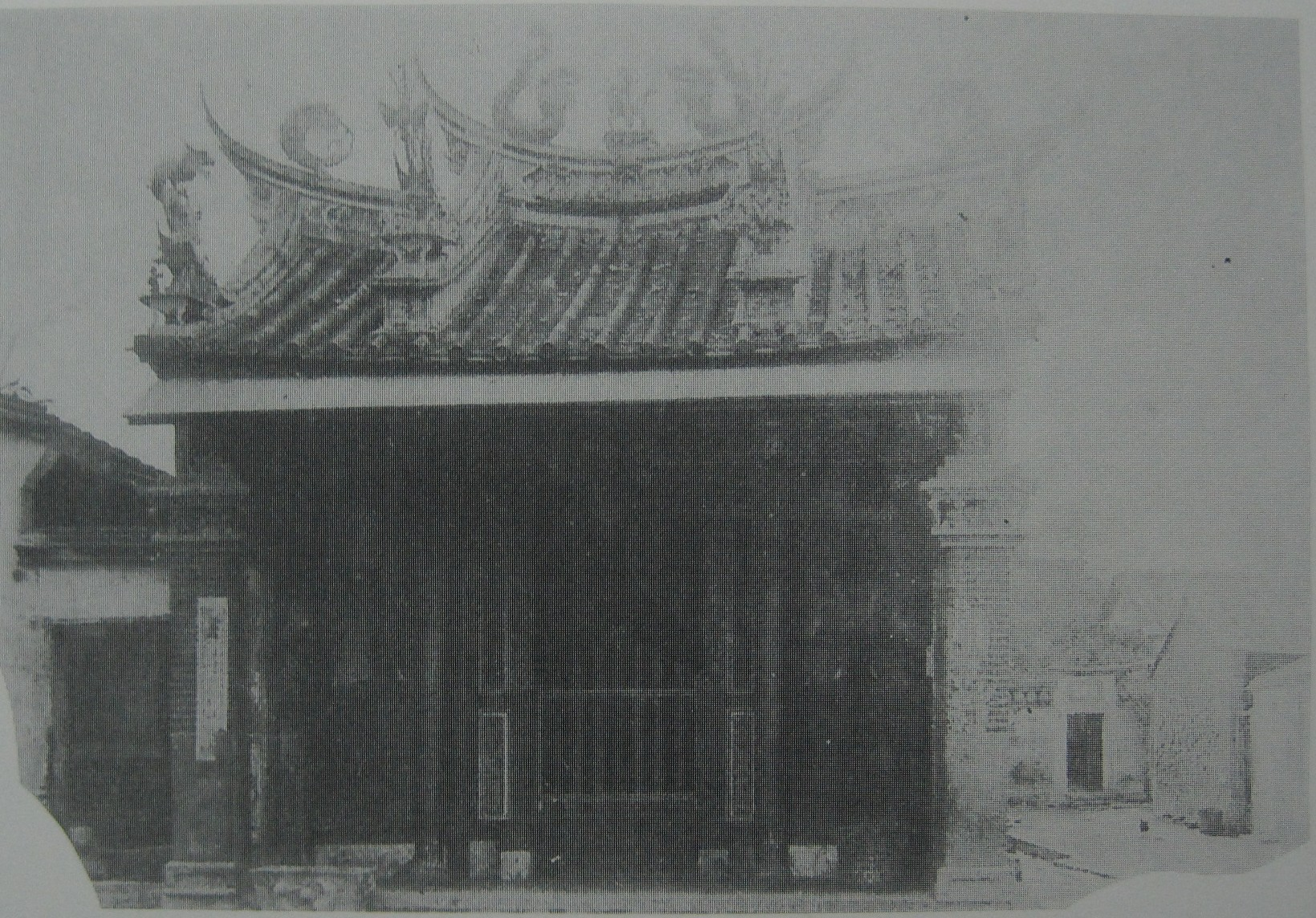
《臺南州祠廟名鑑》上的沙淘宮

1905年，沙淘宮西側建立大菜市。

### 戰後時期
1949年，一位鄭姓攤販在此廟前開始販賣菜粽，為當地著名的台南小吃。人稱「沙淘宮菜粽」、或「大樹下菜粽」、「老鄭菜粽」等。
陳燁將此廟寫入2002年出版的小說《烈愛真華》，寫女主角城真華在此遇到一名見證過西來庵事件的廟公。
歷經多次修復，此廟已不屬於古蹟。門神為1981年潘麗水的作品。文資處於2015年3月曾請文獻委員何培夫前往此廟會勘古物。廟方委員莊永裕表示潘麗水的門神裝卸後妥善保存，其他包括木雕、匾額等也都保存妥善。

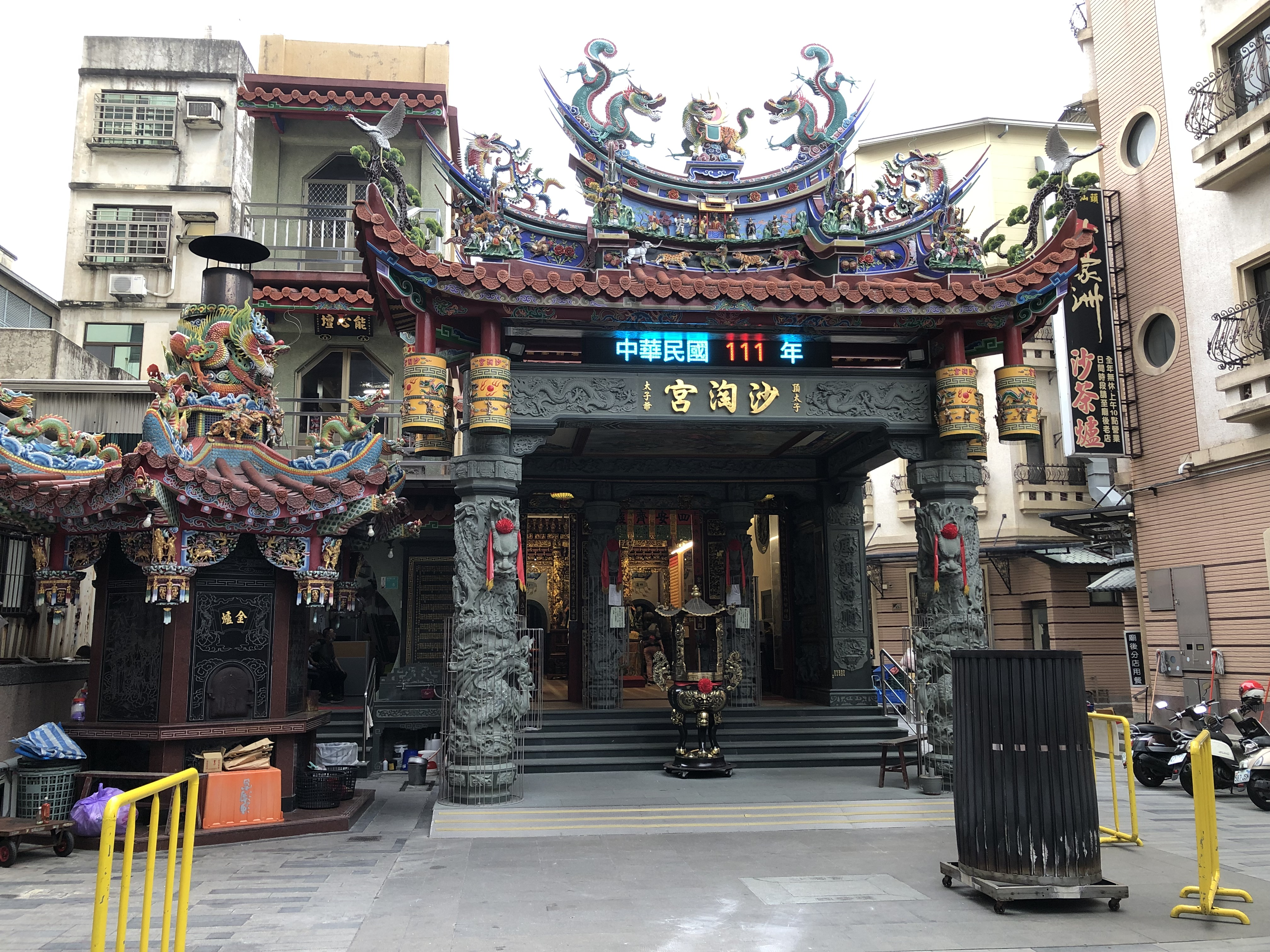
2022年重修後的沙淘宮。

2020年，沙淘宮重修完工，舉行安座大典。2022年11月，沙淘宮舉行「壬寅年五朝祈安建醮大典」，也是睽違四十年的建醮大典。迎來超過700尊鑑醮神像，並包括極少參與鑑醮的祀典大天后宮鎮南媽。

## 祭祀
廟中供奉的沙陶太子，在史書上記載出處不明，如蔣毓英《台灣府志》：「沙陶宮，在西定坊，神之出處莫考，土人共稱『沙陶太子』。」以及鄭開極《福建通志》：「沙淘宮，在府治西定坊，神之事蹟莫考，土人稱為『沙淘太子』。」
郁永河在《裨海紀遊》的〈鄭氏逸事〉寫：「與欽舍合葬郡治洲子尾海岸間...既葬，台人士常見監國乘馬，呵殿往來，或時與烈婦並出，容服如生，導從甚盛，人以為神云。」表示鄭克𡒉在東寧之變被謀殺，死後，與妻子葬在洲仔尾的海岸地，因常顯靈被奉為神明。石萬壽認為士民便在臨海的此廟秘密祭拜鄭克𡒉，取名為「沙淘太子」，清朝史書則恐遭時忌而不書。
陳耀昌也持同看法，認為後人誤以為沙淘太子是指哪吒之大哥金吒。